# 霍爾半島

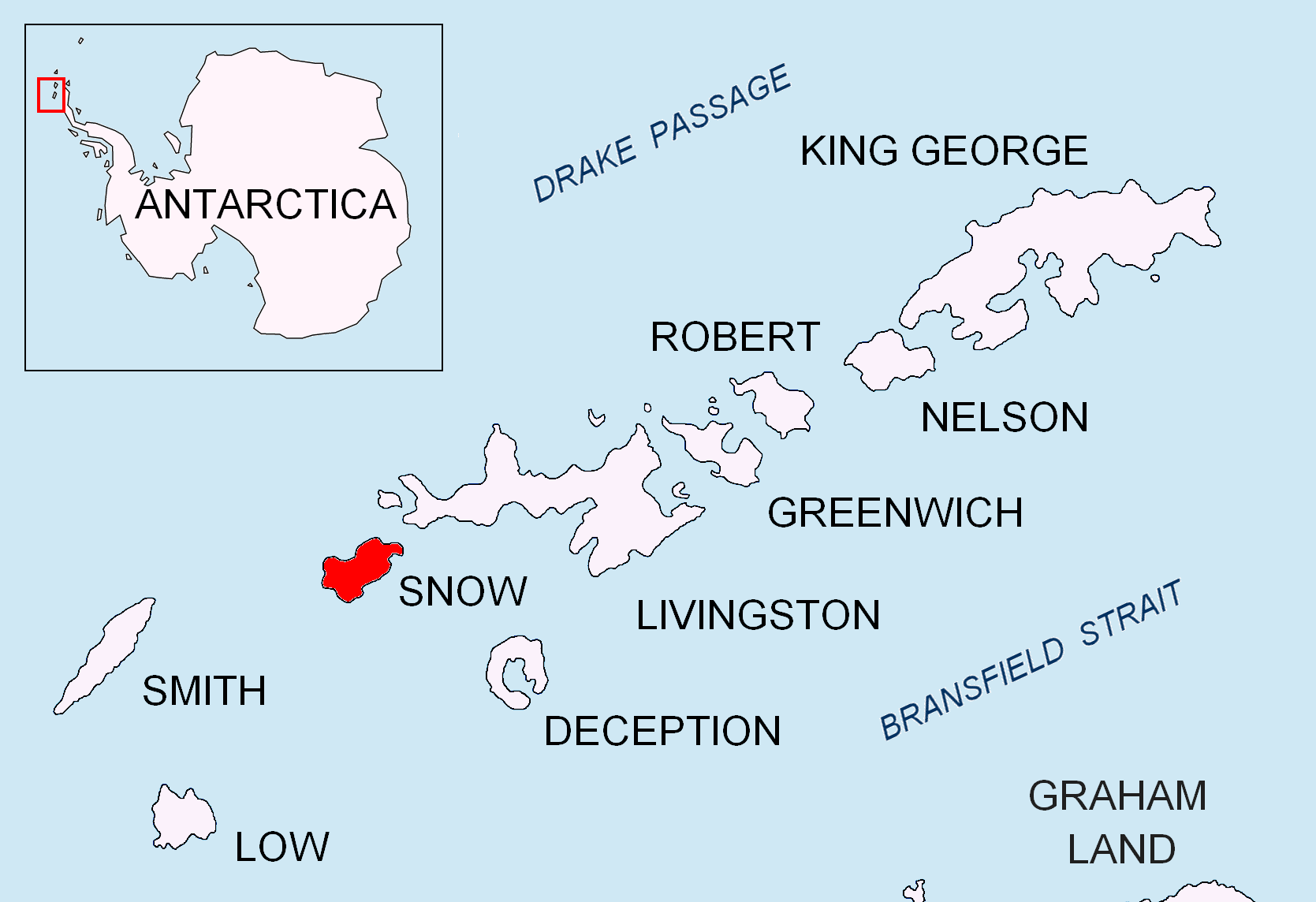

霍爾半島（英語：Hall Peninsula）是南極洲的半島，位於南設得蘭群島中雪島的南岸，處於康韋角東北面12.48公里、普雷錫登特角西南面5.08公里，該半島以美國海軍上將命名。

## 外部連結
- SCAR Composite Antarctic Gazetteer（页面存档备份，存于）.